# 歌行
歌行，古代詩歌的一種，屬樂府詩其中一類。
漢魏以下的樂府詩，提名為「歌」和「行」的頗多，如：《大風歌》、《燕歌行》等，二者雖名稱不同，其實在形式上並無嚴格的區別。歌行一體，其音節、格律較自由，句式往往長短參差，形式採用五言、七言、雜言的古體，富於變化。

## 地位
歌行體詩在中國文學中佔有極其重要的地位，著作者輩出，名篇亦偶而所見，如：屈原《離騷》、《天問》、《國殤》；白居易《黑龍潭》；孔融《雜詩》等。

## 外部連結
- 格律術語簡譯 （页面存档备份，存于）